# Themsen
Themsen (eng. River Thames), dele af den er også kendt som Isis, er en flod i den sydlige del af England, inklusive London. Med en længde på 346 km er det den længste flod, som kun løber i England, og den næstlængste flod i Storbritannien efter floden Severn.
Themsen begynder ved Thames Head i Gloucestershire, og løber ud i Nordsøen nær Tilbury, Essex og Gravesend, Kent, via Themsens flodmunding. Fra vest løber den igennem Oxford (hvor den nogle gange kaldes Isis), Reading, Henley-on-Thames og Windsor. Themsen dræner også hele Greater London.
De lavere dele af floden kaldes Tideway, hvilket kommer af flodens lange forløb der påvirkes af tidevand, som går til Teddington Lock. Denne del af floden inkluderer størstedelen af forløbet i London, og tidevandet påvirker vanddybden med 7 m. Fra Oxford til flodmundingen falder Themsen 55 m. Floden har en lav gennemstrømning i forhold til sin længde og bredde, både fordi den løber igennem nogle tørre dele af landet og fordi der trækkes betydelige mængder drikkevand fra den.[kilde mangler] Til sammenligning er Severns gennemstrømning næsten dobbelt så stor, på trods af at den har et mindre afvandingsområde. I Skotland har mere end dobbelt så stor gennemstrømning fra et afvandingsområde som er 60% mindre.
Themsen har sluser med stemmeværker.
Flodens afvandingsområde dækker en stor del af den sydøstlige og en mindre del af det vestlige England. Den får vand fra over 50 navngivne bifloder.
Der findes over 80 øer i floden. Themsens vand varierer fra ferskvand til næsten havvand, og den er levested for et varieret dyreliv. Den løber igennem en række steder med erklæret særlig videnskabelig interesse (Sites of Special Scientific Interest), hvoraf det største, South Thames Estuary and Marshes, ligger i North Kent Marshes og dækker 5.289 ha.